# 金融寡頭制
金融寡頭制（きんゆうかとうせい）は、経済用語の一つ。ウラジーミル・レーニンによって帝国主義段階の資本主義において一つの指標とされた事柄であり、少数の巨大資本がM&Aの繰り返しで巨大化し、やがては一国の政治、経済を支配するまでになるということ。1920年代のアメリカ合衆国は、チェースとモルガンの二つの集団が公共事業も巻き込んだ多くの金融機関を傘下におさめ、当時の産業を支配していた金融寡頭制の時期であった。